# Strada statale 508 di Val Sarentino e del Passo di Vizze
La strada statale 508 di Val Sarentino e del Passo di Vizze (SS 508) (in tedesco, secondo il tratto, Sarntaler, Penser-Joch- und Pfitscher Straße) è una strada statale italiana che collega Bolzano con Vipiteno, prendendo il nome del percorso storico dalla valle che attraversa e dal passo che raggiunge continuando dopo Vipiteno nella Val di Vizze; è stata riclassificata in questo ultimo segmento come strada provinciale SP 508 con decreto assesorile 12/00105 del 23 giugno 2008, mantenendo il chilometraggio originale. La strada statale continua a mantenere il vecchio nome «… del Passo di Vizze» nella documentazione ufficiale.

## Storia
La prima vera strada per la gola di Sarentino da Bolzano verso la Val Sarentino fu ordinata da Massimiliano I d'Asburgo nel 1494 e costruita dal suo luogotenente locale, Blasius Anich («gemain farweg und strazzen in das tal Sérnntein an der Etsch»). Periodicamente distrutta dalle acque del fiume Talvera o da caduta massi, venne ricostruita con in modo stabile nel 1853 dall'ing. Schweighofer con mezzi finanziari del Comune di Sarentino. Dopo la distruzione del tratto Bundschen/Ponticino-Bolzano la strada viene rifatta sull'ex tracciato della ferrovia per Sarentino (mai realizzata) dal 1893, inaugurata poi nel 1901.
Al fine di avere una seconda infrastruttura militare per il trasporto di truppe e materiale in difesa del confine del Brennero, dal 1932 venne tracciata la nuova strada, che nell'estate/autunno 1938 venne ufficialmente aperta al traffico. Nelle gallerie della strada fu dislocato verso la fine della Seconda guerra mondiale un impianto per la produzione di munizioni della HASAG, nome in codice Forelle (it. trota). L'impianto gestito dalla Pirotecnico di Bologna non andò mai in produzione in quanto fu terminato solo poco prima della fine dalla guerra.
Il dopoguerra fu segnato da un latente disinteresse da parte dell'amministrazione strade della Provincia e Stato.
Strada Statale dal 1966, pensata come alternativa alla strada attraverso la Val d'Isarco, conobbe solo all'inizio primi interventi di miglioramento della strada. Solo dopo la sciagura del maggio 1980 con un morto seppellito sotto una galleria distrutta dai massi, la strada fu messa in sicurezza con nuove moderne gallerie, le prime fatte dall'ANAS e le ultime dal nuovo gestore, la Provincia Autonoma di Bolzano, inaugurate il 17 novembre 2016.

## Percorso
Ha origine nel centro abitato di Bolzano dal quale esce in direzione nord. Nella parte iniziale del suo itinerario, risale il percorso del torrente Talvera, attraversando il comune di Sarentino e valicando il passo di Pennes (2211 m s.l.m.).
Superato quest'ultimo accede all'Alta Valle Isarco dove la strada arriva nei pressi di Vipiteno. Segue un tratto di strada in comune con la strada statale 44 del Passo di Giovo dove, tra l'altro, è presente il casello di Vipiteno dell'autostrada A22.
La strada si innesta quindi nella Strada statale 12 dell’Abetone e del Brennero e, proseguendo in direzione sud, dopo un centinaio di metri la strada riprende il suo percorso in solitario.
Dal 22.12.2016 il primo tratto stradale da Bolzano attraversa la famosa gola di Sarentino con 15 gallerie costruite dal 1935-37 è sostituita da un nuovo tracciato con due gallerie nella montagna da Castel Roncolo fino al monte San Giovanni (Johanneskofel).

## Vecchio percorso
La strada continua come strada provinciale SP 508: l'arteria continua in direzione nord-est percorrendo la Val di Vizze e concludendo il suo percorso in corrispondenza del passo di Vizze (2276 m s.l.m.) dov'è situata la frontiera con l'Austria. Mentre sul versante austriaco la circolazione non è consentita, in quello italiano è possibile raggiungere a piedi o in bici il passo, mentre il traffico veicolare è interdetto qualche tornante prima dove è presente un parcheggio.

## Gestione
In seguito al decreto legislativo 2 settembre 1997, n° 320, dal 1º luglio 1998, la gestione è passata dall'ANAS alla Provincia autonoma di Bolzano. Quest'ultima ha lasciato la classificazione e la sigla di statale (SS) alla strada, poiché non si tratta di un trasferimento dal demanio dello Stato a quello delle Regioni, ma di una delega in materia di viabilità e pertanto la titolarità resta sempre in capo allo Stato.